# Rychvald (odbočka)
Rychvald (nebo též Odb Rychvald) byla odbočka (někdejší železniční zastávka), která se nacházela v km 345,822 trati Louky nad Olší – Bohumín. Do této trati se v odbočce napojovala trať Ostrava–Rychvald. Ležela v západní části města Rychvald, poblíž tamního zámku. Odbočka byla zrušena 1. prosince 2022.

## Historie

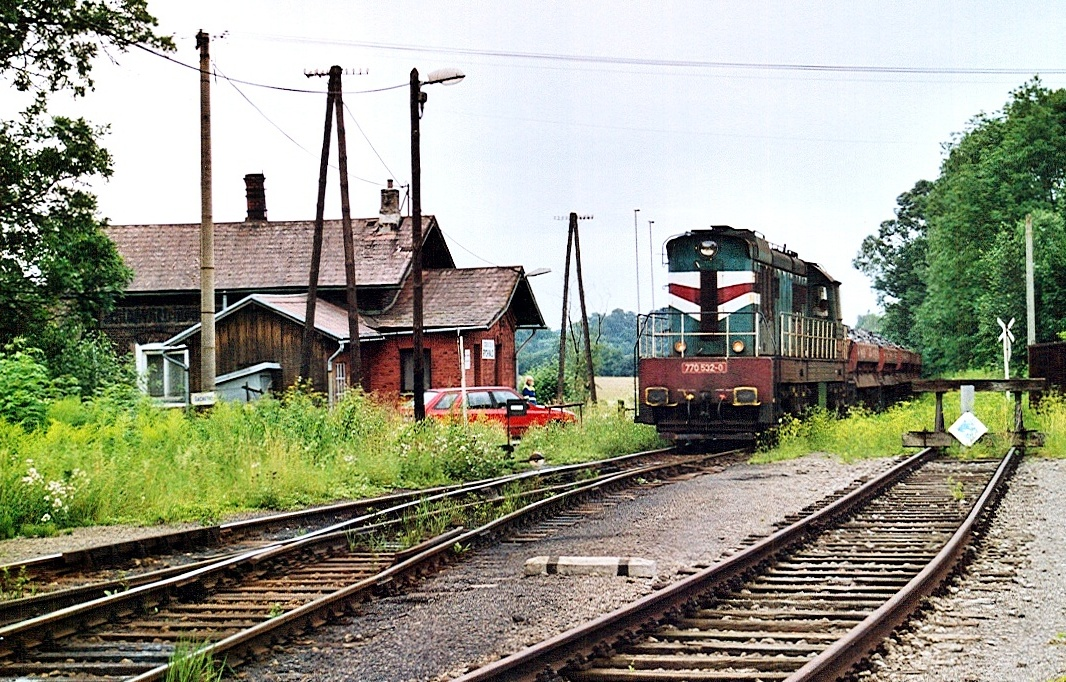
Odbočka ještě s původní stavědlem (budovou někdejší zastávky)

Místo vzniklo v roce 1869 jako železniční zastávka na Košicko-bohumínské dráze. Podle nedalekého zámku byla zastávka pojmenována Schloss Reichwaldau, od roku 1921 pak nesla český název Rychvald zámek. Během krátké polské okupace v letech 1938–1939 byl název změněn na Rychwałd Zamek, za německé okupace pak Reichwaldau Schloß (1939-1945). Po skončení 2. světové války byl název opět Rychvald zámek.
Provoz zastávky byl ukončen 28. května 1967 současně s ukončením pravidelné osobní dopravy na trati Louky nad Olší – Doubrava – Bohumín. Místo bylo obnoveno v roce 1991 jako odbočka, neboť v místě někdejší zastávky byla do původní trati nově napojena kolej z dolu Heřmanice. Dopravní kancelář nově vybudované odbočky byla zřízena v budově někdejší zastávky. Dne 18. prosince 2001 byla ukončena dopravní služba na odbočce, neboť ta byla nově vybavena elektronickým stavědlem s dálkovým ovládáním z Doubravy. Budova byla posléze zlikvidována. Dne 25. listopadu 2019 byl zastaven provoz na původně hlavní větvi z odbočky do Bohumína a provoz vlaků tak probíhal jen mezi Orlovou a Heřmanicemi. Dne 1. prosince bylo vypnuto zabezpečovací zařízení odbočky a současně odbočka zanikla.

## Popis odbočky
Odbočka byla vybavena elektronickým stavědlem PES vyrobeným společností První Signální. Zabezpečovací zařízení bylo ovládáno dálkově ze stanice Doubrava. Jízda vlaků mezi odbočkou a sousedními stanicí Orlová byla zajištěna traťovým souhlasem se samočinnou kontrolou volností trati, mezi odbočkou a Heřmanicemi bylo zavedeno telefonické dorozumívání. Mezi odbočkou a Bohumínem bylo zřízeno automatické hradlo AH88A bez oddílových návěstidel. V odbočce byla jedna odbočná výhybka označená HS1.